# Свидовець (Ніжинський район)
Свидове́ць — село в Україні, в Чернігівській області, Ніжинському районі (до 2020 — в Бобровицькому районі). Входить до складу Бобровицької міської громади. Розташоване у верхів'ях річки Супою. До складу старостинського округу входять села Буглаки (переважна кількість жителів села носять прізвище Буглак) і Татарівка (назва села, мабуть, пов'язана з кочівниками). Територія старостинського округу розташована у східній частині району.

## Історія
Поблизу села виявлено кургани ІІ-І тисячоліть до н. е.
Уперше, ймовірно, село згадується у 1155 році. У Іпатіївському літописі говориться: «…придоша изнова половцы на мир и сташа по Дубенцю они и поверх Супоя». Ще у XIX ст. дослідник Бєляєв відзначав, що вираз «по Дубенцю» означає розташування по річці Дубенець, а не поблизу поселення.
Між тим, поблизу верхів'я Супою нема річки Дубенець, а є річка Недра. Тож можна зробити висновок, що Недра і Дубенець — одна і та ж річка. Можливо, на берегах Недри колись росли дубові ліси.
Отже, напрошується висновок, що половці, які протягом багатьох десятиліть тривожили Русь, у 1155 році самі з'явилися для укладання миру у верхів'ях Супою. Можливо, саме ця щаслива подія залишила одному з місць назву Щаснівка, а другому місцю мирної зустрічі (свидания) руських та половецьких послів — назву Свидовець.
Населений пункт Swidwowice на річці Supoi (або її притоці) позначено на «Загальній карті України» (1648), «Спеціальному та докладному плані України...» де Боплана (1650) та на пізніших мапах.
Наприкінці російсько-української війни — на початку вересня 1659 року — біля села промосковськими козаками на чолі з повсталим проти гетьмана Івана Виговського Переяславським полковником Тимофієм Цецюрою було розбито пропольський загін на чолі з Генеральним писарем Юрієм Немиричем. Літопис Самовидця дає такі відомості:

А рейментара їх пана Немірича, за Кобижчою, под селом Свидовцем нагнавши, забыли и хто при нему был, никого не живячи.

1770 року за метриками в селі було зареєстровано 1066 вірян, 1860 року — 1418.
У Описі Київського намісництва 1787 року у с. Свидовци Козелецького повіту мешкало 619 осіб козаків і володільців – надвірних радників Симоновського,  Андрія Петровича Миткевича і військового товариша Мандрики .
05 лютого 1965 року Указом Президії Верховної Ради Української РСР передано Свидовецьку сільраду Носівського району до складу Бобровицького району.
12 червня 2020 року, відповідно до розпорядження Кабінету Міністрів України № 730-р «Про визначення адміністративних центрів та затвердження територій територіальних громад Чернігівської області», увійшло до складу Бобровицької міської громади.
19 липня 2020 року, в результаті адміністративно-територіальної реформи та ліквідації Бобровицького району, увійшло до складу Ніжинського району Чернігівської області.

## Сьогодення
До послуг мешканців села — ФАП, стоматологічний кабінет, пошта, дитячий садок, церква, відділення зв'язку, будинок культури, сільська бібліотека та стадіон. Працюють приватні магазини.
У 2006 році село було повністю газифіковано. У 2013 році в селі власними силами був заснований футбольний клуб ФК «Свидовець».

## Пам'ятні місця
Ще у другій половині XIX ст. біля витоків Супою (неподалік від села) стояла капличка на честь святителя Миколая Чудотворця (Побиванка) — за легендою, поставлена переможцями у пам'ять про битву 1659 року. Поряд були могили — можливо, загиблих із обох сторін. За іншим переказами, на тому місці косарі знайшли ікону Параскеви П'ятниці, а потім було відкрито цілюще джерело. У радянський час його було засипано, а капличку зруйновано. 2002 року вдалося знайти це місце та відновити джерело й каплицю.

## Люди
- Плющ Микола Романович — український історик.
- Красуля Власій Максимович — полковник Дієвої Армії УНР.
- Яценко Михайло Трохимович (1923–1996) — український літературознавець, фольклорист, лауреат Шевченківської премії. Народився у Свидовці.